# Damenbundesliga 2015 (Football)
Die Damenbundesliga (DBL) 2015 war die 24. Saison in der höchsten Spielklasse des American Football in Deutschland für Frauen. Das erste Spiel der Saison 2015 bestritten die Aufsteigerinnen der Kiel Baltic Hurricanes Ladies gegen die Munich Cowboys Ladies am 16. Mai um 15 Uhr in München.
Die DBL-Saison 2015 wurde von Mai bis September ausgetragen. Im Anschluss an die reguläre Saison fanden die Play-offs statt, in denen die Teilnehmer des Ladiesbowl XXIV ermittelt wurden.
Im Finale standen sich letztendlich die jeweils Gruppenersten gegenüber. Der Ladiesbowl XXIV wurde am 26. September in Berlin ausgetragen. Am Ende setzten sich die Berlin Kobra Ladies deutlich gegen Mülheim Shamrocks mit 48:12 durch und gewannen ihre achte Deutsche Meisterschaft.

## Modus
In der Saison 2015 traten insgesamt sechs Teams in zwei Gruppen an (jeweils drei Teams pro Gruppe). Jede dieser Gruppen trägt ein doppeltesRundenturnier aus, wobei jedes Team einmal das Heimrecht genießt. Außerdem hat jedes Team ein Hin- und Rückspiel gegen ein anderes Team aus der jeweils anderen Gruppe (Interconference). Nach jeder Partie erhält die siegreiche Mannschaft zwei und die besiegte null Punkte. Bei einem Unentschieden erhält jede Mannschaft einen Punkt. Die Punkte des Gegners werden als Minuspunkte gerechnet. Nach Beendigung des Rundenturniers wird eine Rangliste ermittelt, bei der zunächst die Anzahl der erzielten Punkte entscheidend ist. Bei Punktgleichheit entscheidet der direkte Vergleich.
Nach dem Rundenturnier spielen die jeweils besten zwei Mannschaften in einer Play-off-Phase um die deutsche Meisterschaft.
In den Play-offs um die Meisterschaft wird über Kreuz gespielt. Das heißt, der Gruppenerste spielt gegen den Zweiten der jeweils anderen Gruppe in einem Halbfinale. Entsprechend spielt der Gruppenzweite gegen den Ersten der jeweils anderen Gruppe. Hierbei genießen die Gruppenersten jeweils Heimrecht. Die siegreichen Teams treten im Finale gegeneinander an. Die Sieger der beiden Halbfinals treten im Ladiesbowl XXIV gegeneinander an.
Da nur drei Teams pro Gruppe spielten, gab es keine Abstiegsplätze.

## Teams
In der Gruppe Nord haben die folgenden Teams am Ligabetrieb teilgenommen:
- Berlin Kobra Ladies
- Hamburg Amazons
- Kiel Baltic Hurricanes Ladies (Nachrücker aus der DBL2 Nord)

In der Gruppe Süd haben die folgenden Teams am Ligabetrieb teilgenommen:
- Crailsheim Hurricanes
- Munich Cowboys Ladies
- Mülheim Shamrocks

## Reguläre Saison

### Saisonverlauf
Die reguläre Saison begann am 16. Mai 2015 und endete am 6. September 2015.
In der Saison 2015 kam ein Team in der Damenbundesliga dazu. Die Kiel Baltic Hurricanes Ladies, Meister der DBL2 Nord, rückten zum Saisonbeginn für die Düsseldorf Blades in die DBL Nord nach, da diese nach der letzten Saison ihr Team aufgelöst hatten. Für eine ausgeglichene Anzahl Teams pro Gruppe wechselten die Mülheim Shamrocks in die Gruppe Süd.
In der Nord-Gruppe wurden die Berlin Kobra Ladies mit fünf Siegen und einer Niederlage deutscher Nordmeister und trafen im Halbfinale auf die Crailsheim Hurricanes. Das Halbfinale konnten sie mit einem 45:20-Sieg für sich entscheiden und zogen in den Ladiesbowl XXIV ein. Gruppenzweiter wurden die Nachrückerinnen der Kiel Baltic Hurricanes Ladies.
In der Süd-Gruppe wurden die Mülheim Shamrocks mit fünf Siegen und einer Niederlage deutscher Südmeister und trafen im Halbfinale auf die Kielerinnen. Der Favorit aus Mülheim gewann am Ende mit 26:3 und zog in das Finale ein. Gruppenzweiter wurden die Aufsteiger München Rangers Ladies.
Der Ladiesbowl XXIV fand am 26. September 2015 im Stadion Wilmersdorf in Berlin statt, wie auch im Jahr zuvor. In den beiden regulären Saisonspielen, die Berlin und Mülheim gegeneinander gespielt hatten, gewann jeweils das Heimteam mit 36:0, weshalb es vor dem Finale keinen klaren Favoriten gab. Mit einem deutlichen Unterschied von 36 Punkten konnten die Berlin Kobra Ladies am Ende das Finale mit 48:12 für sich entscheiden und den achten deutschen Meistertitel feiern.

### Abschlusstabelle
| Gruppe A (Nord) | Gruppe A (Nord)               | Gruppe A (Nord) | Gruppe A (Nord) |    | Gruppe B (Süd)        | Gruppe B (Süd) | Gruppe B (Süd) | Gruppe B (Süd) |
| #               | Team                          | Punkte          | TD              | #  | Team                  | Punkte         | TD             |                |
| --------------- | ----------------------------- | --------------- | --------------- | -- | --------------------- | -------------- | -------------- | -------------- |
| 1.              | Berlin Kobra Ladies           | 10:20           | 210:045         | 1. | Mülheim Shamrocks     | 10:20          | 182:053        |                |
| 2.              | Kiel Baltic Hurricanes Ladies | 06:60           | 086:100         | 2. | Crailsheim Hurricanes | 08:40          | 183:096        |                |
| 3.              | Hamburg Amazons               | 02:10           | 056:266         | 3. | Munich Cowboys Ladies | 00:12          | 015:172        |                |

Erläuterungen: Qualifikation für die Play-offs
Stand: 26. September 2015 (Saisonende)

## Play-offs
|  | Halbfinale | Halbfinale             | Halbfinale |  |  | Ladiesbowl XXIV | Ladiesbowl XXIV     | Ladiesbowl XXIV |
|  |            |                        |            |  |  |                 |                     |                 |
|  |            |                        |            |  |  |                 |                     |                 |
|  | N1         | Berlin Kobra Ladies    | 45         |  |  |                 |                     |                 |
|  | S2         | Crailsheim Hurricanes  | 20         |  |  |                 |                     |                 |
|  |            |                        |            |  |  | N1              | Berlin Kobra Ladies | 48              |
|  |            |                        |            |  |  | S1              | Mülheim Shamrocks   | 12              |
|  | S1         | Mülheim Shamrocks      | 26         |  |  |                 |                     |                 |
|  | N2         | Kiel Baltic Hurricanes | 3          |  |  |                 |                     |                 |
|  |            |                        |            |  |  |                 |                     |                 |

### Halbfinale
|                          |                             |  |                      |                           |                       |  |                     |
|                          | Berlin 12.09.2015 15:00 Uhr |  | Berlin Kobras Ladies | \| \| 45 : 20 \| \| \| \| | Crailsheim Hurricanes |  | Stadion Wilmersdorf |
| (14:6, 12:14, 19:0, 0:0) | Berlin 12.09.2015 15:00 Uhr |  | Berlin Kobras Ladies |                           | Crailsheim Hurricanes |  | Stadion Wilmersdorf |
|                          | 45 : 20                     |  |                      |                           |                       |  |                     |
|                          |                             |  |                      |                           |                       |  |                     |

|                       |                              |  |                   |                          |                               |  |                |
|                       | Mülheim 12.09.2015 15:00 Uhr |  | Mülheim Shamrocks | \| \| 26 : 3 \| \| \| \| | Kiel Baltic Hurricanes Ladies |  | BSA Wenderfeld |
| (6:0, 14:0, 0:0, 6:3) | Mülheim 12.09.2015 15:00 Uhr |  | Mülheim Shamrocks |                          | Kiel Baltic Hurricanes Ladies |  | BSA Wenderfeld |
|                       | 26 : 3                       |  |                   |                          |                               |  |                |
|                       |                              |  |                   |                          |                               |  |                |

### Ladiesbowl
|                        |                             |  | Ladiesbowl XXIV     |                           |                   |  |                     |
|                        | Berlin 26.09.2015 15:00 Uhr |  | Berlin Kobra Ladies | \| \| 48 : 12 \| \| \| \| | Mülheim Shamrocks |  | Stadion Wilmersdorf |
| (22:0, 12:6, 8:6, 6:0) | Berlin 26.09.2015 15:00 Uhr |  | Berlin Kobra Ladies |                           | Mülheim Shamrocks |  | Stadion Wilmersdorf |
|                        | 48 : 12                     |  |                     |                           |                   |  |                     |
|                        |                             |  |                     |                           |                   |  |                     |